# Joannes Baptista Swinkels
Joannes Baptista Swinkels, CSSR (ur. 14 kwietnia 1810 r. w Woensel, zm. 11 września 1875 r. w Paramaribo) – holenderski ksiądz katolicki, biskup, wikariusz apostolski Gujany Holenderskiej od 1865 r.

## Życiorys
Urodził się w 1810 r. w Woensel. Po ukończeniu studiów teologicznych otrzymał 20 września 1834 r. święcenia kapłańskie. Pracował następnie jako duszpasterz na terenie Holandii. W 1845 r. zdecydował się wstąpić do zakonu redemptorystów. 30 lipca 1865 r. został skierowany na misję do Gujany Holenderskiej. Niedługo potem objął wakującą funkcję tamtejszego wikariusza apostolskiego. Równocześnie papież Pius IX mianował go biskupem tytularnym Amorium. Konsekracja biskupia miała miejsce 15 października 1865 r. W 1866 r. z jego polecenia do Surinamu przybył misjonarz Peerke Donders, który zajął się opieką nad trędowatymi. Zmarł w 1875 r. w Paramaribo.